# 太阳石油公司
太阳石油公司（Sunoco Inc.）是美国最大的独立炼油公司。其总部设于宾州费城，经营范围涉及石油、天然气、化工、煤炭、造船、房地产等多个行业，在2009年财富500强企业名单中排名第41位。

## 发展历程
太阳石油公司起源于创建于1886年的大众天然气公司（The Peoples Natural Gas Company）。
- 1886年3月27日，创始人Joseph Newton Pew和Edward O. Emerson合伙投资买下了俄亥俄州莱马附近的两口油井的开采权，开始了他们的石油生意。
- 1890年，大众天然气公司发展成为俄亥俄太阳石油公司（The Sun Oil Company of Ohio）。1895年，位于俄亥俄的第一个精炼厂投产，太阳石油在生产、运输、存储原油的同时也开始精炼并销售石油制品。
- 1901年，太阳石油公司在新泽西州组建成立，同时开始了对得克萨斯州东部大油田的开发。
- 1920年，太阳石油公司在宾州的阿德默设立了其第一个加油站，随后又在俄亥俄州托莱多开出第二家。
- 1925年11月12日，太阳石油公司在纽约证券交易所公开上市。1926年，太阳石油公司成为美国第一家向雇员提供股份购买计划的公司。
- 1937年，世界上第一个大规模催化裂解装置在太阳石油公司位于马库斯胡克的精炼厂投入生产，太阳石油公司开始生产航空燃油。
- 1953年，太阳石油在加拿大安大略省萨尼亚开设其第一个国外炼油厂；1957年，它又在委内瑞拉马拉开波湖建立了油井，在其被委内瑞拉政府于1975年进行国有化之前生产了超过十亿桶原油。
- 1966年，设立日本太阳石油公司作为太阳石油公司的亚洲基地。
- 1967年，太阳石油公司在加拿大艾伯塔北部的阿萨巴斯卡河开始进行油砂的开采和炼制。
- 1968年，位于俄克拉荷马州塔尔萨的阳光DX石油公司（Sunray DX Oil Company）与太阳石油合并，使太阳石油进入中部地区市场。
- 1976年，随着企业多元化的发展，太阳石油公司将名称改为太阳公司（Sun Company）。
- 1980年，太阳公司耗资23亿美元从施格兰（西格拉姆/Seagram）公司手中购得了德州太平洋石油公司，这是当时美国历史上第二大的并购案。
- 80年代，太阳公司在英国北海和中国北部湾开采海上石油。
- 1998年，太阳公司由Sun Company更名为Sunoco Inc.。

## 公众影响
太阳石油公司是最早应用催化裂解工艺进行石油精炼的公司。1983年它当时推出的Sunoco ULTRA 93.5号汽油是当时辛烷值最高的商品无铅汽油。2004年，Sunoco取代康菲76成为NASCAR赛车的指定燃油。